# Гропарело
Гропарѐло (на италиански: Gropparello, на местен диалект Gruparèl, Групарел) е малко градче и община в северна Италия, провинция Пиаченца, регион Емилия-Романя. Разположено е на 355 m надморска височина. Населението на общината е 2468 души (към 2010 г.).